# L'uomo perduto (film 1951)
L'uomo perduto (Der Verlorene) è un film del 1951, diretto da Peter Lorre nella sua unica esperienza di regia. Basato su una storia vera, il titolo del noir, nella sua traduzione inglese (The Lost One) è stato usato come titolo della biografia di Lorre scritta da Stephen Youngkin.

## Trama
Quando il dottor Nowack compare in un campo profughi tedeschi dopo la guerra, il dottor Neumeister, che vi si trova da non troppo tempo, rimane colpito. Risulta che i due si conoscono, e Neumeister comincia a rammentare le comuni vicende passate, svoltesi ad Amburgo nel 1943.
Neumeister (il cui vero nome era Karl Rothe) conduceva esperimenti scientifici di grande utilità per il regime nazista, ed era stato raggiunto da Nowak (al tempo chiamato dottor Hösch). Quest'ultimo era stato introdotto nel laboratorio dal suo superiore dell'intelligence militare tedesca, il maggiore Winkler. Secondo le notizie pervenute a Winkler (e fornitegli da Hösch), la fidanzata di Rothe, Inge Hermann, pure attiva al laboratorio, forniva agli alleati notizie segrete sugli esperimenti.
Ma non era stato per motivi patriottici che il dottor Rothe, dopo esser stato reso edotto della situazione, aveva ucciso Inge: era piuttosto stata una sorta di pazzia temporanea, che lo avrà tormentato, da allora,  lasciandolo con dei profondi sensi di colpa per tutta la vita. Winkler, apparentemente interessato a che Rothe continuasse i propri esperimenti, aveva messo a tacere il palese immotivato delitto riuscendo a farlo passare come suicidio.
Rothe, ormai irretito in una sorta di mania paranoica, aveva in seguito ucciso un'altra donna, una sconosciuta.
Sempre ad Amburgo, Rothe aveva poi scoperto i precedenti rapporti ambigui fra la defunta Inge e Hösch, e aveva deciso di uccidere il proprio assistente. Rothe era quindi andato nella villa di Winkler, alla ricerca di Hösch, e qui aveva scoperto che il maggiore intratteneva rapporti con la resistenza tedesca, con la quale stava organizzando un'azione contro il regime. Ma anche il lealista Hösch era riuscito ad infiltrarsi nella villa, e ne era nato uno scontro a fuoco, al termine del quale Rothe non aveva più sentito parlare né di Winkler né di Hösch (e, alla fine della guerra, riuscendo a cambiare nome e a far perdere le proprie tracce, era entrato in servizio al campo profughi).
Alla fine del racconto di Rothe, Hösch, che, più cinico, appare propenso a far sì che il passato seppellisca sé stesso, confessa di avere, nell'occasione di quell'ultimo scontro, catturato Winkler, e di averlo impiccato.
Rothe dà ora fondo al proprio intendimento di qualche anno prima, e uccide Hösch. Poi esce dal campo e si toglie la vita gettandosi sotto un treno.

## Produzione
Le riprese del film sono state effettuate nel 1951 nel campo per rifugiati di Heidenau, nella Landa di Luneburgo.
Peter Lorre ha ottenuto una menzione d'onore al Deutscher Filmpreis del 1952.

## Distribuzione
L'uomo perduto è uscito nel 1951, con la sua prima proiezione a Colonia.
Nel 2007 il film è apparso in DVD. Fra i contenuti extra il film di Harun Farocki Peter Lorre – Das doppelte Gesicht (1984, "Peter Lorre – Il doppio volto") e il documentario di Robert Fischer Displaced Person – Die Entstehung von Peter Lorres Film ("Displaced Person – La nascita dei film di Peter Lorre") che si occupa del making of di L'uomo perduto e del coinvolgimento dell'attrice Gisela Trowe.

## Accoglienza
L'uomo perduto è stato un insuccesso di pubblico al momento della sua uscita, e anche le critiche sono state contrastanti. Lorre, deluso dall'accoglienza riservata al film, tornò negli Stati Uniti. Con l'andare del tempo la considerazione del film è tuttavia cresciuta e attualmente gode di buona reputazione critica.
Filmdienst così si esprime: "Nonostante alcune debolezze nel concatenamento della trama e negli aspetti psicopatologici, si tratta di un film ben congegnato e magistralmente recitato, che difficilmente trova un suo uguale nella produzione tedesca postbellica e che è stato troppo a lungo misconosciuto."
Marie Anderson, in kino-zeit.de, nota che: "Le oscure ombre del passato, che tentennando si insinuano striscianti, i caratteri contrastanti dei due attori principali e la raffigurazione della paura, della colpa e dell'espiazione danno luogo ad una forte tensione, all'interno della quale si fa strada in sottofondo una storia preventiva, che all'inizio del film si dà per già avvenuta. Date queste premesse, il regista Peter Lorre non esita a porsi delle domande, che, nell'allora primo dopoguerra, delineano il contrasto con il recente passato della nazione. Peccato che il film abbia riscontrato poco accesso di pubblico e che sia stato ritirato dalla circolazione nelle sale cinematografiche dopo così breve tempo."
Secondo Ulrike Ottinger: "In questo film la storia del dopoguerra tedesco è mostrato con precisione, da parte di una persona che ne è stata vittima e nello stesso tempo ha coscienza della propria colpa. In questo senso Lorre ha tematizzato la propria storia come attore e le proprie esperienze come emigrante, e le ha intessute nel film in maniera pregnante. Il film predice quale potrebbe essere io destino, forse, di Lorre stesso: "Egli non trovò più un suo posto"."
L'uomo perduto è stato il primo film preso in considerazione dall'appena fondato (1951) ente federale tedesco per la valutazione dei film (Deutsche Film- und Medienbewertung - FBW). La sua valutazione ufficiale è stata: film "di valore" ("wertvoll"). Nella motivazione, fra l'altro, si afferma: "La trattazione è caratterizzata da un'incisività inusuale, la prestazione di Peter Lorre per la parte attoriale, e degli altri membri del cast, dalla regia (dello stesso Lorre) alla fotografia testimoniano un'espressività cinematografica raramente raggiunta da altri film del dopoguerra. Al di là di queste acquisizioni artistiche, il film mostra fino a che punto di negazione dell'individuo un'autorità statale dittatoriale può giungere."